# Receptor de angiotensina
Los receptores de angiotensina II son los receptores finales del Sistema Renina Angiotensina Aldosterona (SRAA), el sistema conocido con mayor relevancia en el mantenimiento de la homeostasis cardiovascular y renal.
Los receptores de angiotensina 1 y 2 ({\displaystyle AT_{1}} y {\displaystyle AT_{2}}) son los subtipos mejor caracterizados y median los principales efectos conocidos de la angiotensina II: vasoconstricción, liberación de aldosterona, regulación de la volemia, activación del sistema nervioso simpático (SNS) y crecimiento celular.
Sin embargo el SRAA también cobra gran relevancia en ciertas patologías como la instauración y mantenimiento de la HTA, arteriosclerosis, IAM, insuficiencia cardíaca congestiva, accidentes cerebrovasculares, insuficiencia renal, nefropatía diabética... Por ello se ha desarrollado un amplio campo de estudio y tratamiento farmacológico en torno al SRAA y por supuesto en torno a los receptores de angiotensina, en concreto {\displaystyle AT_{1}}.

## ReceptorAT1{\displaystyle AT_{1}}

Estructura esquemática mostrando los 7 dominios transmembrana.

Presente en riñones, SNC, sistema nervioso periférico, sistema cardiovascular (arterias y corazón), adipocitos, pulmones y ovarios. 
Se trata de un receptor de membrana celular con una estructura con siete dominios transmembrana (R7DTM) y que actúa acoplado a proteína Gq vía fosfolipasa C. La activación de fosfolipasa C conlleva que ésta hidrolice al fosfatidil inositol difosfato (PIP2) en el interior de la membrana celular, así se liberan dos segundos mensajeros, el {\displaystyle IP_{3}} y diacilglicerol. Mientras el {\displaystyle IP_{3}} volcado al citosol estimula el aumento de calcio intracelular (por entrada desde el exterior mediante canales y por liberación desde el Retículo sarcoplasmático), el DAG activará las quinasas para que estas a su vez fosforilen a las proteínas contráctiles de las células.
La consecuencia final del incremento de angiotensina II y su unión al receptor {\displaystyle AT_{1}} es un aumento intracelular de la concentración de calcio y una mayor contractilidad de las fibras citoesqueléticas. Todo ello a nivel cardiovacular aumenta la contractilidad y la frecuencia cardíaca (inotropía y cronotropía positivas) y aumenta el tono arterio-venoso. En la capa glomerular de la corteza adrenal, se aumenta la síntesis de aldosterona. Además, la actividad del receptor induce la expresión de varios genes encargados de la síntesis proteica y de ADN, esta vía nuclear sería la responsable del estímulo de proliferación y diferenciación celular observado tras perfusiones de angiotensina II. Por último, la angiotensina II activa a la fosfolipasa A2, responsable de sintetizar el ácido araquidónico desde fosfatidilcolina, este ácido es el precursor de los eicosanoides.

### Acciones
En resumen, las acciones de la angiotensina II a través del receptor {\displaystyle AT_{1}} incluyen:
- Reabsorción distal de Na+ por aumento de aldosterona en la corteza adrenal.
- Reabsoción proximal de Na+.
- Activación del centro de la sed y síntesis de vasopresina a nivel del SNC.
- Aumento de la liberación de noradrenalina en las terminaciones nerviosas del Sistema Nervioso Vegetativo Simpático.
- Vasoconstricción arterial a nivel vascular.
- Inotropía y cronotropía positivas a nivel cardíaco.
- Promueve la proliferación y diferenciación celular.
- Genera ácido araquidónico, precursor de los eicosanoides.

### Antagonistas del ReceptorAT1{\displaystyle AT_{1}}(ARA II)
Los ARA II antagonizan el efecto de la angiotensina II sobre el receptor {\displaystyle AT_{1}} por lo que son útiles en el tratamiento de la HTA. Los ARA II no son superiores a los IECA en términos de morbi/ mortalidad cardiovascular y que, al menos en los pacientes de alto riesgo, el tratamiento combinado no está justificado.
Existen siete medicamentos comercializados dentro de los ARA II: candesartán, eprosartán, irbesartán, losartán, olmesartán, telmisartán y valsartán. El objetivo fundamental de todos es inhibir la vasoconstricción y disminuir la hipertrofia del endotelio vascular, sin embargo estudios farmacodinámicos y farmacocinéticos han identificado diferencias significativas entre los distintos ARA II.

## ReceptorAT2{\displaystyle AT_{2}}
La expresión del receptor AT2R es elevada en tejidos fetales pero en el sistema cardiovascular del adulto es muy baja.
Sin embargo, puede incrementarse en condiciones patológicas acompañadas de remodelado tisular o inflamación como por ejemplo la hipertensión arterial, la aterosclerosis o el infarto de miocardio. El papel de los receptores AT2R es poco claro, pero en general se acepta que podría tener un efecto vasodilatador como parte de un mecanismo compensatorio en la hipertrofia cardiaca y en condiciones en las cuales hay injuria vascular como la hipertensión y la aterosclerosis. Los mecanismos de transducción de la señal de los AT2R no han sido completamente elucidados, sin embargo existen tres mecanismos probables que fueron descriptos: a) Activación de serina-treonina fosfatasas que defosforilan o inhiben la fosforilación de proteínas involucradas en procesos de crecimiento y en la respuesta contráctil del MLV; b) activación de la vía BK/NO/GMPc; c) activación de la PLA2 y liberación de AA, precursor de la síntesis de prostaglandinas.
Se han hallado receptores {\displaystyle AT_{2}} en riñón, pared vascular, ovarios y corazón.